# Parque nacional de Poloniny
El Parque nacional de Poloniny (en eslovaco: Národný park Poloniny) está ubicado en el extremo noreste de Eslovaquia en las fronteras de Polonia y Ucrania, en la cordillera Bukovské vrchy, que pertenece a los Cárpatos Orientales. Fue creado el 1 de octubre de 1997, con un área protegida de 298.05 kilómetros cuadrados y una zona de amortiguamiento de 110 km². Áreas específicas del parque están incluidas en los bosques primarios de hayas de los Cárpatos que son Patrimonio de la Humanidad desde 2007.
El parque está situado en el distrito de Snina en la región de Prešov. Aledaño a este se encuentran los parques nacionales de Bieszczady en Polonia y Uzhanian en Ucrania, los tres en conjunto, hacen parte de la Reserva de la Biosfera de los Cárpatos Orientales.

## Galería

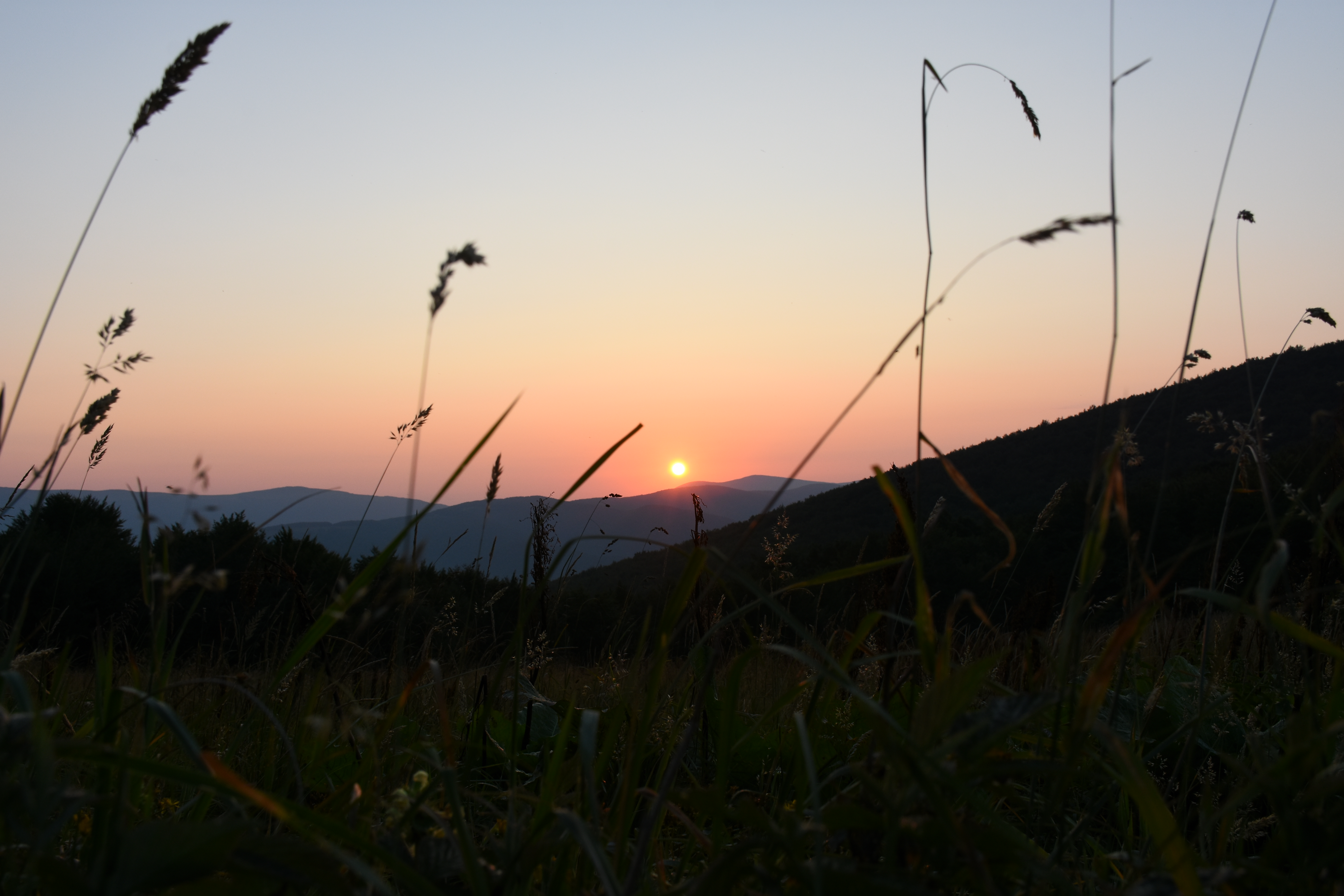
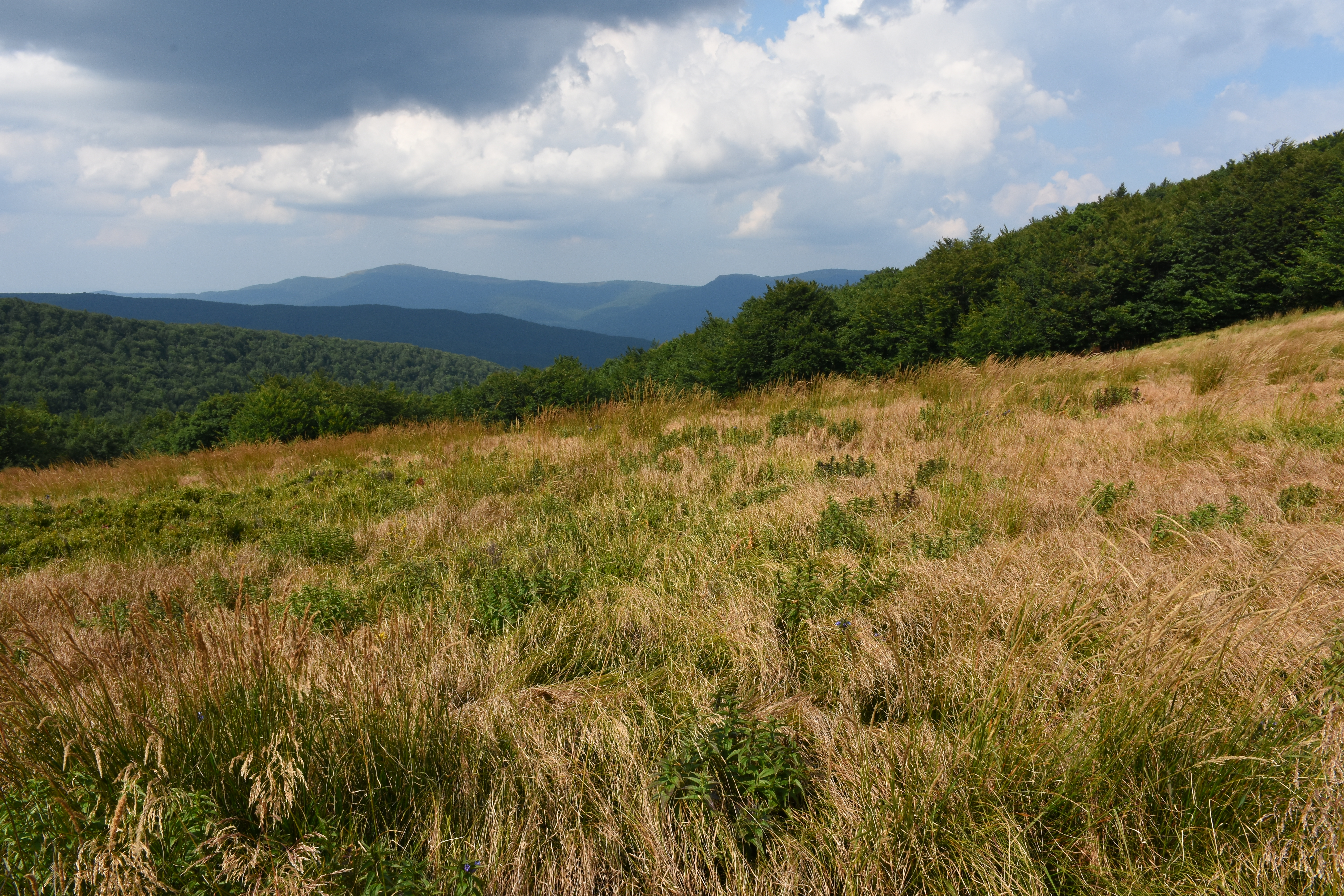
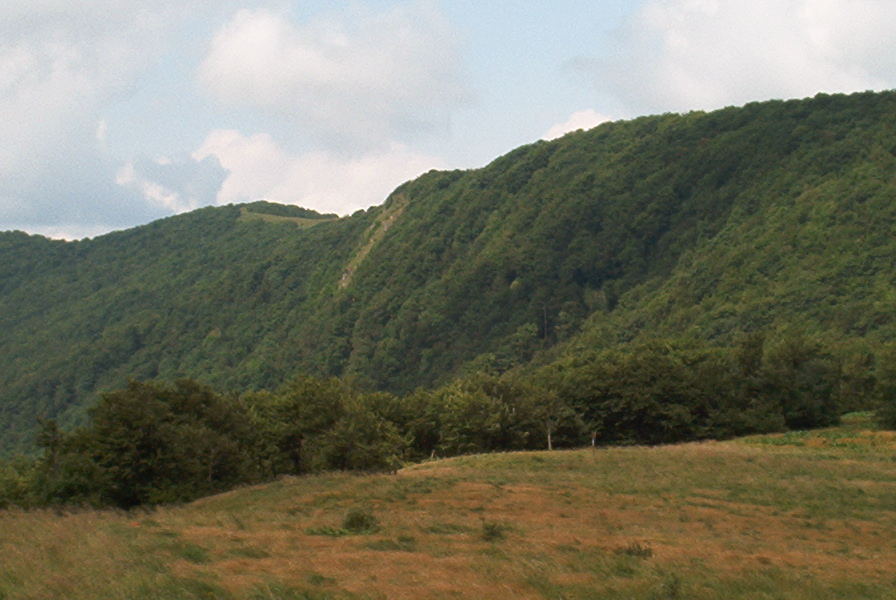
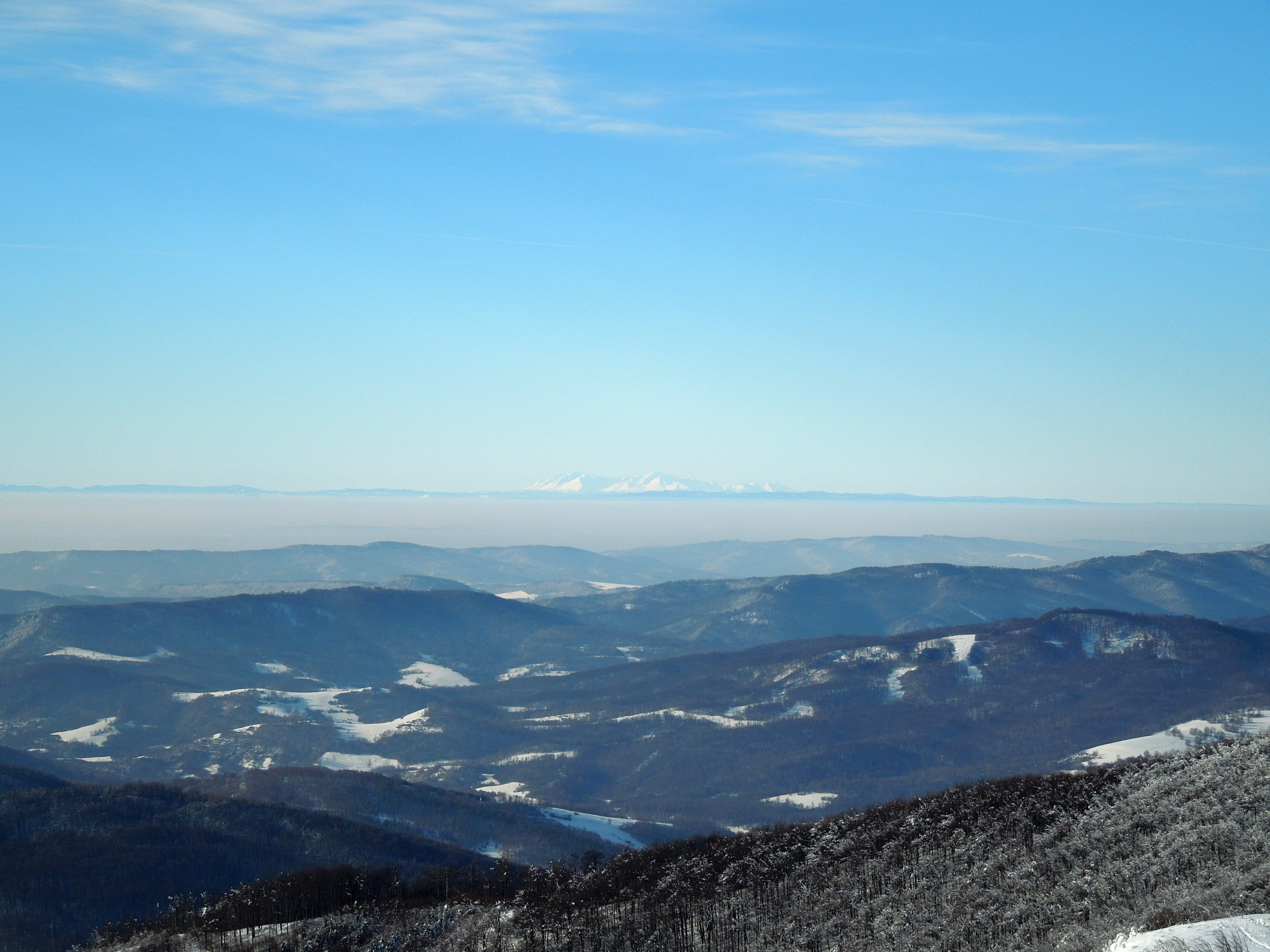